# Camilla Kruger
Bản mẫu:Infobox equestrian Camilla Kruger (sinh ngày 19 tháng 9 năm 1986) là một tay đua nội dung Olympic của Zimbabwe. Cô đã tham gia Thế vận hội Mùa hè 2016 tại Rio de Janeiro, nơi cô xếp thứ 35 trong cuộc thi cá nhân.
Kruger trở thành tay đua cưỡi ngựa đầu tiên của Zimbabwe thi đấu tại Thế vận hội.

## Kết quảCCI 4 *
| Các kết quả                               | Các kết quả | Các kết quả | Các kết quả    | Các kết quả | Các kết quả | Các kết quả | Các kết quả | Các kết quả | Các kết quả | Các kết quả | Các kết quả | Các kết quả |
| Nội dung                                  | Kentucky    | Badminton   | Luhmühlen      | Burghley    | Pau         | Thành phố   |             |             |             |             |             |             |
| ----------------------------------------- | ----------- | ----------- | -------------- | ----------- | ----------- | ----------- | ----------- | ----------- | ----------- | ----------- | ----------- | ----------- |
| 2017                                      |             |             | RET (Biarritz) |             |             |             |             |             |             |             |             |             |
| EL = Loại bỏ; RET = Nghỉ hưu; WD = Đã rút |             |             |                |             |             |             |             |             |             |             |             |             |